# Faure Gnassingbé
Faure Essozimna Gnassingbé (Afagnan, 6 giugno 1966) è un politico togolese, Primo ministro del Togo dal 3 maggio 2025. In precedenza aveva ricoperto la carica di Presidente del paese per venti giorni dal 5 al 25 febbraio 2005 e, successivamente, per un ventennio dal 4 maggio di quell'anno fino al 2025. È figlio del precedente presidente, il dittatore Gnassingbé Eyadéma.

## Biografia

### Primi anni
Faure Essozimna Gnassingbé nacque nella cittadina togolese di Afagnan il 6 giugno 1966. Studiò a Parigi, alla Dauphine, dove ha studiato economia e relazioni internazionali. Ha inoltre conseguito un master in Business Administration presso la George Washington University. di Washington, rientrando in Togo, venne coinvolto nella gestione degli affari commerciali della sua famiglia, in qualità di consulente finanziario di suo padre. Nel giugno del 2002 Gnassingbé si è candidato al parlamento come un membro del Raggruppamento del Popolo Togolese (RPT) e ha vinto un seggio della città di Blitta. Più tardi il padre lo ha nominato coordinatore della commissione sulle privatizzazioni, ministro delle telecomunicazioni e delle miniere (dal 2003 al 2005).
È il solo dei tanti figli di Eyadema ad entrare in politica, Gnassingbé è stato considerato come un leader moderato considerato attendibile da parte dei militari. Nel 2003 la gestione delle elezioni presidenziali è stata trasferita ad una commissione indipendente del Ministero degli Interni. Durante il governo del padre Gnassingbé Eyadéma, Faure Essozimna Gnassingbé fu spesso indicato come probabile successore alla carica. Nel dicembre del 2002, per esempio, Gnassingbé Eyadéma si ammalò gravemente; per consentire un eventuale passaggio di consegne al figlio, fece modificare la costituzione abbassando l'età minima richiesta per l'eleggibilità da 45 a 35 anni.

### Arrivo al potere
La morte di Gnassingbé Eyadéma nel 2005 fu inaspettata. In tale circostanza, la Costituzione del Togo prevedeva che divenisse presidente ad interim il presidente del parlamento, carica in quel momento ricoperta da Fambaré Ouattara Natchaba. Sfruttando il fatto che Natchaba in quel momento si trovava all'estero, Faure Gnassingbé, con l'appoggio dell'esercito, fu nominato presidente al posto di Natchaba. Inoltre, lo stesso parlamento ricevette istruzioni per destituire Natchaba dal suo incarico sostituendolo con il nuovo presidente, in modo da legalizzare la situazione creatasi. Un'ulteriore modifica della Costituzione eliminò il vincolo secondo cui la carica del sostituto, eletto ad interim in caso di decesso del presidente, doveva durare un massimo di 60 giorni. In questo modo, il termine del mandato di Faure Gnassingbé fu fissato al 2008.
La manovra con cui Gnassingbé aveva acceduto alla presidenza fu criticata apertamente dall'Unione africana, che la definì un colpo di Stato militare. In seguito alle pressioni internazionali, e in particolare a quelle della Nigeria, nello stesso febbraio Gnassingbé annunciò che avrebbe indetto le elezioni entro 60 giorni ritirandosi dalla carica di presidente e lasciando il posto a Bonfoh Abass, un ex allenatore sportivo fedele alla famiglia di Eyadéma e all'esercito.
In occasione delle elezioni presidenziali del 2005, Gnassingbé, una volta ottenuto l'appoggio dell'RPT, affrontò il settantaquattrenne Emmanuel Bob-Akitani, esponente dell'Unione delle Forze per il Cambiamento (UFC). Secondo i risultati ufficiali, Gnassingbé ottenne il 60% dei voti; non era stata tuttavia autorizzata la sorveglianza ai seggi durante le fasi di scrutinio delle schede, tanto che l'Unione Europea ha ritenuto le elezioni fraudolente. Le proteste di massa da parte della coalizione dei partiti di opposizione ha portato all'uccisione di oltre 811 cittadini da parte delle forze dell'ordine, mentre 10.000 persone sono fuggite nel vicino Benin e Ghana, venendo peraltro in gran parte rimpatriati. Nonostante le accuse di brogli e i disordini nel paese, Gnassingbé divenne comunque presidente il 4 maggio.

### Presidenza
Dopo aver prestato giuramento di ufficio, Gnassingbé si è impegnato a lavorare per "sviluppare il bene comune, la pace e l'unità nazionale" in Togo. Il suo sforzo iniziale di formare un governo di coalizione con il partito di opposizione principale del paese non è riuscito nel mese di giugno, anche se Gnassingbé poi ha cercato di riaprire i colloqui. Dopo mesi di trattative, nel mese di agosto 2006 ha firmato un accordo con i gruppi di opposizione che prevedono la loro inclusione in un nuovo governo. Gnassingbé ha anche cercato rinforzare le relazioni con l'Unione Europea nella speranza di ripristinare gli aiuti occidentali che si erano ridotti nel 1993 a causa delle preoccupazioni riguardanti le violazioni dei diritti dell'uomo in Togo. Nel novembre 2007, l'Unione Europea ha deciso di riprendere la piena cooperazione economica con il paese.
Nel 2009 Gnassingbé è stato presumibilmente vittima di un colpo di stato orchestrato in parte dal suo fratellastro ed ex ministro della Difesa, Kpatcha, e da un altro fratellastro, Essolizam, insieme ad alti funzionari militari e altri. Nel 2011 Kpatcha è stato riconosciuto colpevole e condannato a 20 anni di carcere, mentre Essolizam è stato assolto.
Gnassingbé, è stato rieletto con un ampio margine nelle elezioni presidenziali del 2010. Gli osservatori internazionali, pur rilevando alcuni problemi procedurali, hanno considerato che le elezioni siano avvenute in maniera in gran parte libera ed equa, anche se il principale gruppo di opposizione, l'UFC, ha contestato il risultato. In maggio l'RPT ha raggiunto un accordo aprendo la compagine di governo ad esponenti dell'UFC, ma tale decisione non è stata unanimemente accettata all'interno dell'UFC; si è determinata così una scissione che ha portato alla nascita di un nuovo soggetto politico, l'Alleanza Nazionale per il Cambiamento (ANC).
Nel 2012, a seguito dello scioglimento dell'RPT, Gnassingbé ha dato vita ad una nuova formazione, l'Unione per la Repubblica (UNIR). Molti membri del RPT sono entrati a far parte dell'UNIR, il quale ha sostituito l'RPT come partito di governo. L'UNIR ha ottenuto la maggioranza dei seggi all'Assemblea Nazionale nelle elezioni parlamentari del 2013; il parlamento ha così bocciato la proposta di legge diretta a introdurre il limite dei due mandati consecutivi per la carica della Presidenza della Repubblica.
Alle elezioni presidenziali del 2015 Gnassingbé, candidato dell'UNIR, è stato rieletto con quasi il 59 per cento dei voti. Il 29 aprile 2015, il giorno dopo la pubblicazione dei risultati delle elezioni da parte della commissione elettorale nazionale, Jean-Pierre Fabre, leader dell'ANC, ha denunciato irregolarità, sostenendo la necessità di invalidare i risultati relativi ai seggi elettorali presenti nel nord del Paese. Respingendo i risultati ufficiali delle elezioni si è "autoproclamato" presidente eletto, affermando di aver vinto con 641.765 voti contro i 539.764 di Gnassingbé. Questi risultati rappresentavano circa il 60% dei seggi elettorali. Il restante 40% dei seggi elettorali sono stati in gran parte raccolti nella parte settentrionale del paese, considerata roccaforte della famiglia Gnassingbé.
Il 3 maggio 2025, Faure Gnassingbé prestò giuramento come Presidente del Consiglio.
Gnassimbè è fortemente criticato a causa della sua politica repressiva verso il dissenso.